# D'oh!
D'oh!（讀音：「兜！」）是动画片辛普森一家中虚构人物霍默·辛普森的口头禅。通常在霍默走霉运，受伤的时候会不由自主的说「D'oh!（臺灣FOX頻道譯為「看！（幹的諧音）」、「該死！」或「噢！」）」。其他的家庭成員，包括巴特·辛普森、莉萨·辛普森、玛琦·辛普森、辛普森爷爷、玛吉·辛普森，甚至是霍默媽媽都會使用這句口頭禪。其他角色如伯恩斯先生和小丑庫斯提也曾使用過這句口頭禪。
2006年，“d'oh!”在TV Land的100个最伟大的电视流行语中排名第六。口语单词“D'oh”自2001年以来成為20世纪福克斯公司（现20世纪电影公司）的声音商标，“D'oh”一词出现在牛津英语词典中。
在1945年至1949年间，BBC广播节目《It’s That Man Again》的许多剧集中都出现了“D'oh”的早期使用记录，但牛津词汇博客指出，“是荷马让这个词流行起来，成为表达沮丧的感叹词。”这个词也出现在《疯狂漫画》早期的第8期(1953年12月- 1954年1月)，拼写不同，但意思相同;在Harvey Kurtzman的一篇题为“嘿，看!”的一页文章中，一个寻求和平与安宁的人突然听到收音机的声音很大，他做着鬼脸说:“D-oooh -邻居的收音机!!”
1. ↑  . web.archive.org. 2013-04-20  [2023-04-10]. （原始内容存档于2013-08-28）.